# Miami FC (2006-2010)
Il Miami FC è stata una franchigia calcistica statunitense, con sede a Miami.

## Storia
Nel 2006 venne fondato il Miami FC, che venne iscritto alla United Soccer Leagues First Division. 
Il 16 aprile 2006 il Miami FC gioca la prima partita della sua storia. Al Tropical Park Stadium, i Blues battono per 1-0 il Portmore United, club giamaicano. In quell'occasione, il centrocampista guatemalteco Mario Rafael Rodríguez segna il primo goal nella storia del club.
Il brasiliano Romário, campione del mondo con la seleção nel 1994, firma un contratto con il Miami FC il 30 marzo. A causa di un infortunio, l'ex-stella del Barcellona non riesce a prender parte alla prima partita nella storia del club. La società vuole comunque che Romario batta il calcio d'inizio della storica partita. Dopo 25 gare e 19 reti con Miami, Romario lascia il club e si trasferisce all'Adelaide United, squadra della Hyundai A-League, il massimo campionato australiano.
Nella stagione d'esordio ottenne il quinto posto finale, raggiungendo il primo turno dei play-off.
Non ottenne risultati di rilievo nei restanti campionati USL, mentre nell'unica edizione del campionato di transizione USSF Division 2 Pro League ottenne il quarto posto della NASL Conference.
Nel 2011 la squadra si trasferisce a Fort Lauderdale, ridando vita al Fort Lauderdale Strikers.

## Cronistoria

### Mascotte e Soprannome
Nel 2007, il club organizza un concorso aperto alle scuole pubbliche di Miami per scegliere il soprannome del club e la sua mascotte. Shia Moreno, una studentessa delle scuole elementari, ha vinto il concorso per il soprannome suggerendo the Blues (con evidente riferimento al colore delle casacche del Miami FC). Per quanto riguarda la mascotte, è stato scelto "Hotshot", un esserino fiammeggiante simile al riccio Sonic; ad ideare "Hotshot" è stato Daniel Townsend, uno studente delle scuole superiori.